# Eleição presidencial do Montenegro em 2008

O vencedor da eleição Filip Vujanović

A eleição presidencial montenegrina de 2008 foram realizadas em 6 de abril, sendo a primeira vez que o partido realiza uma eleição presidencial após sua independência.
Estavam registrados 490.000 eleitores que estavam convocados a votar após dois anos de independência da Sérvia. Favorito na campanha eleitoral, Filip Vujanović  do Partido Democrático Socialista do Montenegro, era candidato pela coalizão democrata entre o Partido Social Democrata do Montenegro e o Partido Democrárico Socialista do Montenegro suporta, venceu a eleição com 51,89% dos votos.  Seu partido foi a força dominante desde 1990 em Montenegro.